# 索基耶韦
索基耶韦（義大利語：Socchieve），是意大利乌迪内省的一个市镇。总面积65.95平方公里，人口904人，人口密度14人/平方公里（2017年）。ISTAT代码为030110。